# Zbigniew Kukiz
Zbigniew Kukiz (ur. 1919, zm. 2002) – polski działacz społeczny związany z Wrocławiem. 

## Życiorys
Uzyskał maturę w Gródku Jagiellońskim, następnie rozpoczął studia na Wydziale Prawa Uniwersytetu Jana Kazimierza, które ukończył już po II wojnie światowej we Wrocławiu. W 1939 walczył w wojnie obronnej Polski. W wyniku sowieckiej okupacji Kresów został zesłany do Azji Centralnej. W latach 1943–1946 mieszkał w Kijowie, gdzie pracował w „Kijowskiej Prawdzie” oraz kierował Klubem Sportowym „Rot Front”. W 1946 wrócił do Polski zamieszkując w Katowicach, następnie we Wrocławiu, gdzie ukończył studia prawnicze i zdał egzamin sędziowski. Pracował w Państwowym Urzędzie Repatriacyjnym oraz w Wydawnictwie „Czytelnik”. Przez lata był związany z Polskim Towarzystwem Turystyczno-Krajoznawczym oraz Towarzystwem Rozwoju Ziem Zachodnich. W 1948 należał do współorganizatorów Wystawy Ziem Odzyskanych we Wrocławiu. Przez kilka kadencji był radnym Wojewódzkiej Rady Narodowej z rekomendacji SD (przewodniczył Klubowi Radnych SD). Odznaczony Krzyżem Kawalerskim Orderu Odrodzenia Polski. Został pochowany na Cmentarzu Świętej Rodziny we Wrocławiu.

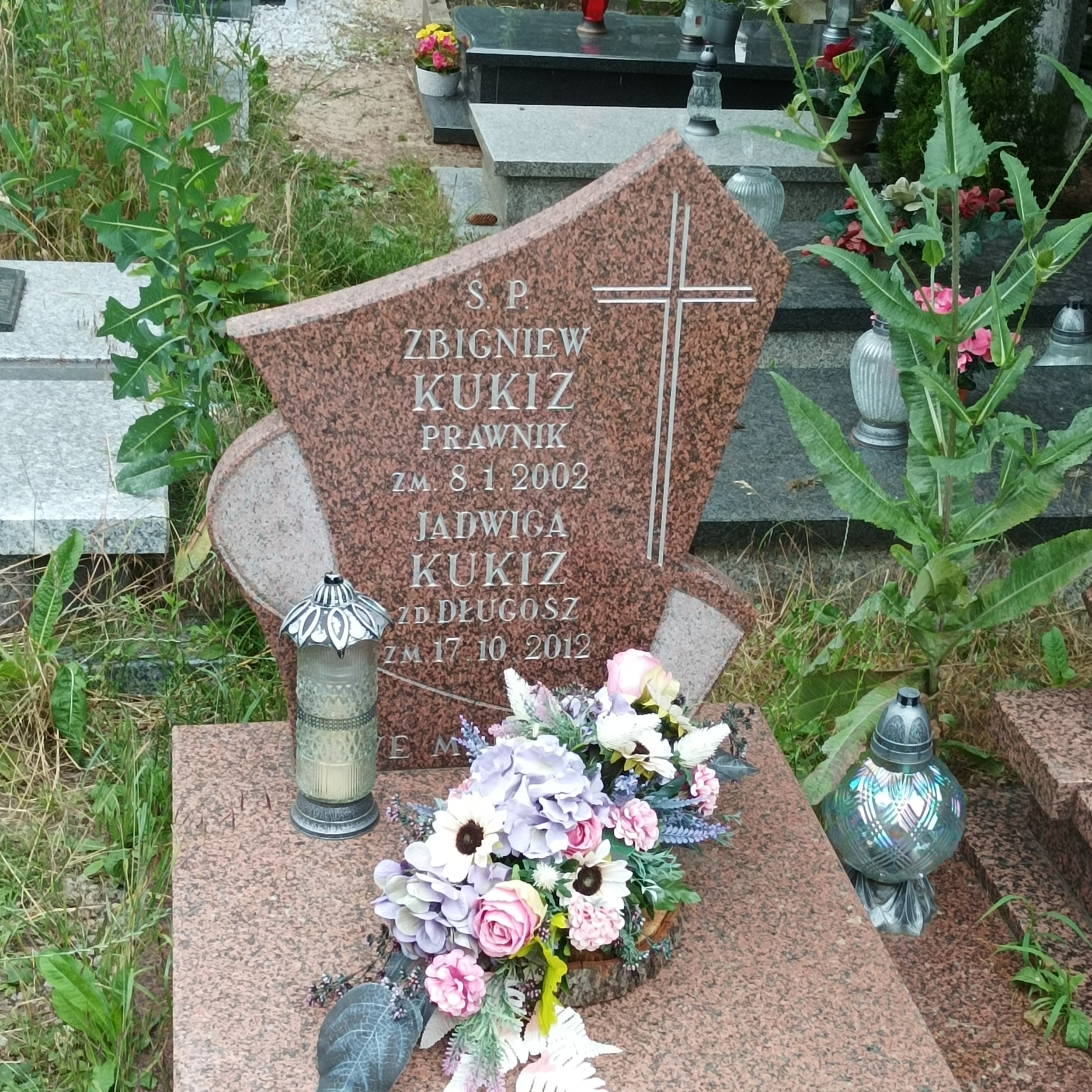
Grób Zbigniewa Kukiza na Cmentarzu Świętej Rodziny we Wrocławiu